# Strafgefangenenlager Rodgau-Dieburg
Das Strafgefangenenlager Rodgau-Dieburg war ein Arbeitsgefangenenlager des nationalsozialistischen Deutschlands im damaligen Kreis Dieburg (Hessen) und existierte vom Frühjahr 1938 bis zur Befreiung Ende März 1945.
Mindestens ein Drittel der Inhaftierten waren politische Gefangene. Die Häftlinge kamen zu Beginn aus dem ganzen Reichsgebiet. Während des Zweiten Weltkriegs wurden zunehmend Tausende von Ausländern aus ganz Europa, die gegen die deutsche Besatzungsmacht in ihren Heimatländern gekämpft oder gegen deren Verordnungen verstoßen hatten, inhaftiert und zum Arbeitseinsatz eingesetzt.

## Geschichte
Die Gefangenen des Strafgefangenenlagers Rodgau-Dieburg wurden – unter maximaler Ausbeutung – vorrangig für Landerschließungsarbeiten genutzt.
Ende März 1942 waren hier 2.611 außenarbeitsfähigen Gefangenen untergebracht. Das Lager wurde von der damaligen Generalstaatsanwaltschaft Darmstadt betrieben.
Das Stammlager I mit Sitz in Dieburg befand sich in den Räumlichkeiten der zuvor  Arbeitshaus genannten und auch heute nach wie vor bestehenden Justizvollzugsanstalt, die im einstigen Kapuzinerkloster der Stadt nach dessen Säkularisation im 19. Jahrhundert eingerichtet wurde.
Das Arbeitshaus wurde seit Frühjahr 1938 von Häftlingen des Darmstädter Gefängnisses sowie von regionalen Handwerkern zum Strafgefangenenlager I umgebaut. Hier waren zumeist politische Gegner, unter anderem Fritz Erler und Hans Glaser inhaftiert. Ab Mai 1938 wurde das Arbeitshaus wahrscheinlich als Gefangenenlager genutzt. In diesem Lager wurden die Unterkünfte für das Strafgefangenenlager II hergestellt und im späteren Außeneinsatz der Gefangenen im Rollwald zur Erbauung des Stammlagers II genutzt.
Mit  Kriegsbeginn wurden sie jedoch von den Erschließungsarbeiten zumeist abgezogen und überwiegend mit Aufträgen für die Wehrmacht, in der Rüstungsproduktion, im „Munitionslager Münster“ (dem heutigen Ortsteil Breitefeld), als Hilfskräfte in der Landwirtschaft und zum Beseitigen von Kriegsschäden, Reparaturarbeiten für die Reichsbahn oder zum Bombenräumen eingesetzt.
Später wurde noch das Stammlager III in Eich (Rheinhessen) speziell für männliche polnische Gefangene eingerichtet. Daneben existierten noch 31 weitere Außenlager, verteilt über ganz Hessen und das heutige benachbarte Rheinland-Pfalz, die zeitweise genutzt wurden und den verschiedenen Stammlagern zugeordnet waren.